# Verneuil-sur-Avre
Verneuil-sur-Avre je francouzská obec v departementu Eure v regionu Normandie. V roce 2010 zde žilo 6 205 obyvatel. Je centrem kantonu Verneuil-sur-Avre.

## Vývoj počtu obyvatel
Počet obyvatel 